# Hôtel Thiroux de Lailly
Hôtel Thiroux de Lailly (též nazývaný hôtel de Montmorency) je městský palác v Paříži v historické čtvrti Marais ve 3. obvodu na adrese 5, Rue de Montmorency. Palác je od roku 1925 chráněn jako historická památka. Palác je ve vlastnictví státu a sídlí v něm různá oddělení veřejných financí.

## Historie
Původní palác nechala postavit rodina de Montmorency a patřil jí do roku 1632. V letech 1651–1658 zde žili Nicolas Fouquet a jeho druhá žena Marie-Madeleine de Castille. Bydlel zde i spisovatel Théophile de Viau (1590–1626).
Palác koupil v roce 1727 Jean-Louis Thiroux de Lailly a pověřil v letech 1739–1741 architekta Michela Tannevota (asi 1685–1762) jeho přestavbou. 
Vnitřní dřevěná výzdoba, kterou zhotovil řezbář Nicolas Pineau (1684–1754), byla přenesena do Waddesdon Manor v Anglii, který si nechali postavit Rothschildové. V zahradě se nachází klasicistní fontána. Od 17. března 1925 je nádvoří budovy, její fasáda a schodiště zaneseny na seznam historických památky.
V roce 1951 palác koupil stát a zřídil v něm vysokou finanční školu (École nationale des impôts), která zde sídlila do roku 2001.